# Kompole
Kompole je naselje v Občini Štore.

## Prebivalstvo
Etnična sestava 1991:
- Slovenci: 525 (92,6 %)
- Hrvati: 8 (1,4 %)
- Srbi: 1 (0,2 %)
- Jugoslovani: 1 (0,2 %)
- Madžari: 1 (0,2 %)
- Neznano: 31 (5,5 %)